# Savoia (regione storica)
La Savoia (in francese Savoie o Pays de Savoie, in savoiardo Savouè) è una regione storica situata nelle Alpi Occidentali. Fa parte della Francia a partire dal 1860, quando è stata ceduta dal Regno di Sardegna con il trattato di Torino.
Comprende i dipartimenti dell'Alta Savoia e della Savoia.

## Etimologia
Sapaudia
– "paese coperto di abeti" – era il nome che designava la regione compresa tra l'odierno dipartimento dell'Ain, il fiume Rodano, la zona del lago Lemano e il massiccio del Giura.

## Lingue
| Lingue ufficiali | Latino e Francese fino al 1562, Francese dal 1562 |
| Lingue parlate   | Arpitano                                          |

La lingua della cultura in Savoia è sempre stata il francese, ufficialmente dall'Editto di Rivoli del 25 ottobre 1561; però la popolazione montana ha soprattutto parlato in savoiardo, un dialetto del francoprovenzale. Inoltre il paese di Vallorcine è stato colonizzato nel XIII secolo dai Walser, provenienti dal Distretto di Goms in Canton Vallese (Svizzera).

## Storia
La Savoia fu anticamente abitata dai Celti, un popolo stabilitosi in Francia. Dopo una guerra fra Celti e Romani, la Savoia passò sotto il controllo della Repubblica romana, poi diventata Impero romano, amministrata dalla provincia della Gallia. 
Successivamente i Burgundi si stabilirono nella regione, per poi essere conquistati dai Franchi. Dopo lo sgretolamento dell'impero franco, la Savoia fu amministrata dall'Alta Borgogna, poi Italia e dopo dal Sacro romano impero.
La Savoia, durante il periodo del dominio del Sacro romano impero, fu amministrata dalla contea di Savoia, che comprendeva anche la Valle d'Aosta e alcune aree del Piemonte. La contea di Savoia venne elevata a ducato di Savoia prima, e Regno di Sardegna poi, dopo il trattato dell'Aia del 1720. 
Durante le guerre napoleoniche, la Savoia passò sotto il controllo francese, per poi ritornare sotto il controllo del Regno di Sardegna. Questo regno fu quello che portò all'unificazione dell'Italia, processo che comportò la cessione della Savoia alla Francia dopo un plebiscito, assieme alla contea di Nizza.
Durante la seconda guerra mondiale, la Savoia fu occupata temporaneamente dall'Italia, poi dalla Germania nazista e infine ritornò alla Francia.

## Movimenti indipendentisti e autonomisti savoiardi
Il principale partito indipendentista è la Ligue savoisienne, fondato nel 1995, che considera decaduto il Trattato di Torino del 1860, in quanto i Francesi non lo hanno rinnovato in seguito alla seconda guerra mondiale come richiesto per i trattati che dovevano rimanere in vigore con l'Italia in base al Trattato di Parigi tra Potenze alleate e Italia del 1947.
Il principale partito autonomista è il Mouvement Région Savoie (MRS), fondato nel 1972, che preme per la unificazione dei due dipartimenti della Savoia e dell'Alta Savoia in un'unica regione.
Il 18 giugno 2014 il Governo Provvisorio dello Stato di Savoia è stato ammesso nell'Organizzazione delle nazioni e dei popoli non rappresentati (UNPO).